# Muralla Real (Melilla)
La Muralla Real es una antigua batería artillada situada en Melilla la Vieja, en la ciudad española de Melilla, a la que se accede desde la Torre de la Vela y forma parte del Conjunto Histórico Artístico de la Ciudad de Melilla, un Bien de Interés Cultural.

## Historia
Su origen data de 1515. En 1525 continuaron los trabajos. En 1527 fueron dirigidos por Gabriel Tadino de Martinengo. En 1547 se realizaron trabajos con Miguel de Perea y en 1553 con Juan de Zarita. Entre 1656 y 1659 se reformó. Se hicieron nuevas reformas entre 1719 y 1722, con siete cañoneras, coronadas con cubrecabezas para los fusileros.
Desde 1553 a 1719 disponía de 12 piezas de artillería y desde 1721 montaba 7.
Entre 1575 y 1719 se denominó Batería Real y entre 1722 y otra fecha desconocida se denominó Batería de las Campanas.
En junio de 1982 se realizó un proyecto de restauración por Pedro Roldán, actualizado por Sara Pérez. Las obras de restauración fueron realizadas por Arquitectos Técnicos Restaudores S. A. entre el 11 de noviembre de 1985 y el 5 de mayo de 1987, utilizándose hormigón para una obra que no causó sino daños a la propia obra.

## Descripción
Está edificado en piedra, paredes, ladrillo macizo, arcos. Dispone de un almacén para pólvora en su lateral derecho.